# Schwanenmarkt
De Schwanenmarkt is een overdekt winkelcentrum met woningen en parkeergarages in het centrum van Krefeld.

## Ligging
De Schwanenmarkt ligt in de binnenstad van Krefeld tussen de Breite Strasse en de Hochstrasse, Evertsstrasse en de Poststrasse. Het centrum heeft meerdere ingangen vanuit het winkelgebied van de binnenstad. Parkeren kan in de twee bijbehorende parkeergarages.

## Geschiedenis
In oktober 1976 werd het Schwanenmarkt-Center geopend, als een van de eerste binnenstads-winkelcentra in Duitsland. Het centrum is ontwikkeld door Paul Köser van de Krefelder projectontwikkelaar Baugesellschaft Lichtenberg & Röder, die voor de realisatie 35 grondpercelen had gekocht.
Van 1999 tot 2003 werd de Schwanenmarkt grondig gerenoveerd en uitgebreid door de toenmalige eigenaar, Walter Brune. De donkere afwerking uit de jaren 70 werd vervangen door lichte vloeren en plafonds. De gangen werden breder gemaakt en het dak werd voorzien van glazen piramiden waardoor het daglicht in de passage komt.
In 2014 werd het centrum verkocht. De nieuwe eigenaren willen het centrum grondig moderniseren, verbouwen en uitbreiden, waarvoor naastgelegen panden werden aangekocht. De uitbreiding komt in de plaats van een van de parkeergarages en op de aangekochte aangrenzende percelen aan de Hochstrasse Een van de aangrenzende panden, dat ook in de plannen is betrokken werd op de monumentenlijst geplaatst waardoor de plannen zijn vertraagd.  
Daarnaast worden de 220 woningen gerenoveerd en wordt de parkeergarage aan de Evertsstrasse afgebroken voor een nieuwbouw met levensmiddelenwinkels op de begane grond en de kelder. Op de nieuwbouw wordt een nieuwe parkeergarage gerealiseerd. De investering zou 20 tot 30 miljoen euro bedragen 

## Eigendom en beheer
In 2006 werd het centrum, als onderdeel van het zogenaamde 'Brune-Portfolio' verkocht door Walter Brune aan Merill Lynch (88 %) en ECE Projekt-Management (12 %). Merill Lynch verkocht haar aandeel van 88 % aan investeerder Blackstone.. In deze periode was Gustav-Geschäftsbesorgungs-GmbH, een dochteronderneming van ECE Projekt-Management, de beheerder van het centrum.
In het voorjaar van 2014 is de Schwanenmarkt verkocht aan de Schapira Gruppe van de broers Schapira. Na deze overname werd RGM Retail GmbH de beheerder van het centrum.

## Gebruik
Het complex bestaat uit een winkelpassage met een oppervlakte van ca. 11.100m2 met ca. 50 winkels, dienstverleners en restaurants. De ankerhuurders zijn Rossmann, Depot en Footlocker. Daarnaast is er 760m2 kantoorruimte, 220 woningen en twee parkeergarages met in totaal 700 parkeerplaatsen.